# انجمن جوشکاری آمریکا

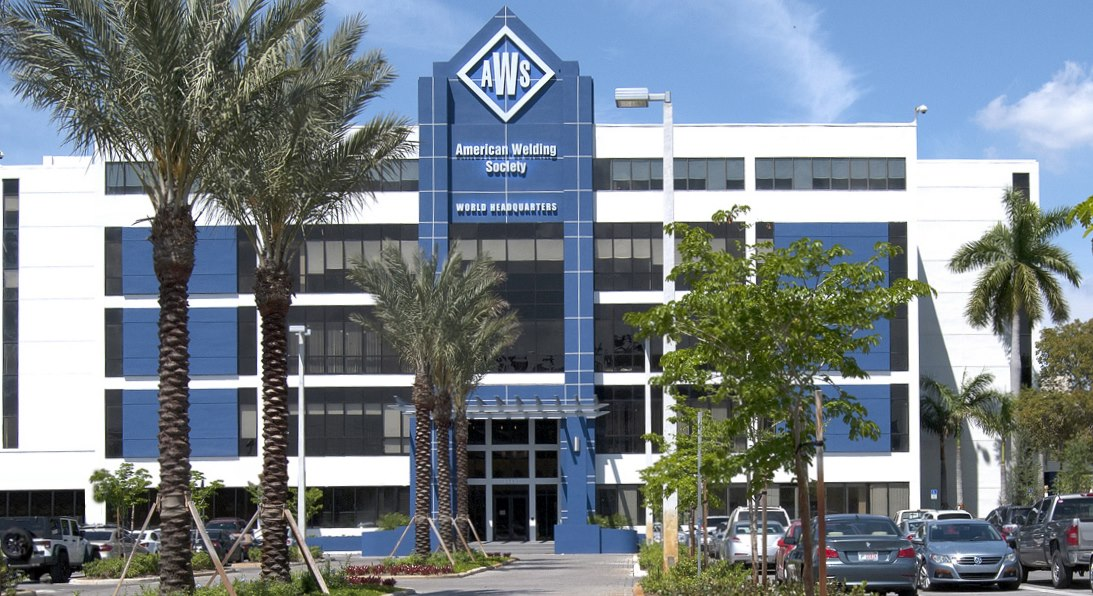
دفتر مرکزی انجمن جوشکاری آمریکا (AWS)

انجمن جوشکاری آمریکا (به انگلیسی: American Welding Society، AWS) یک موسسه علمی غیرانتفاعی است که برای پیشرفت جوشکاری و فرایندهای مرتبط در زمینهٔ استانداردسازی، آموزش در حوزه‌های جوشکاری، برش با قوس الکتریکی و گاز، لحیم‌کاری، پوشش‌دهی حرارتی فعالیت دارد. این انجمن در سال ۱۹۱۹ میلادی از کمیته جوشکاری زمان جنگ آمریکا به منظور پیشبرد جوشکاری و فرایندهای وابسته به آن ایجاد شد.

## تاریخچه
دولت آمریکا اولین بار در جنگ جهانی اول و در سال ۱۹۱۷ به منظور ساخت و تولید انواع کشتی های جنگی و باری فراخون داد که هدایت این گروه را یکی از استادان دانشگاه هاروارد به نام ”کامفورت آدامز” بر عهده داشت تا بعنوان رئیس کمیته جوشکاری توسط رئیس جمهور وودرو ویلسون شروع به کار کند. با توجه به عملکرد خوب کمیته جوشکاری به سرپرستی پروفسور آدامز و ساخت انواع سلاح ها و ادوات جنگی خوب رهبران صنایع در سال ۱۹۱۹ طرح تشکیل انجمن جوشکاری آمریکا (AWS) را دادند.
جالب است بدانید که حتی سرهنگ اسکات ریچی در سال ۱۹۴۳ در مقاله ای با عنوان سلاح های جوشکاری شده در جنگ به ستایش از شغل جوشکاری پرداخت و گفت که با استفاده از فرآیند جوشکاری بیش از ۱۷۰۰ سلاح مختلف ساخته شد.

## انتشارات
انجمن جوشکاری آمریکا اسناد مختلفی در مورد استفاده و کنترل کیفی فرایندهای جوشکاری منتشر کرده‌است. این اسناد شامل دستورالعمل‌ها، مشخصات، رویهٔ توصیه‌شده، طبقه‌بندی‌ها، روش‌ها و راهنماها است. موضوعات مختلف اسناد منتشر شده به شرح زیر است:
- تعاریف و نمادها
- فلزات پرکننده
- صلاحیت و آزمون
- فرایندهای جوشکاری
- کاربردهای جوشکاری
- ایمنی